# Selenodriella perramosa
Selenodriella perramosa är en svampart som beskrevs av W.B. Kendr. & R.F. Castañeda 1990. Selenodriella perramosa ingår i släktet Selenodriella, divisionen sporsäcksvampar och riket svampar.   Inga underarter finns listade i Catalogue of Life.